# Micro (rellotges)
L'empresa Relojes Micro, fundada amb anterioritat però amb referències des de 1956, amb la seva marca registrada Micro, és un històric fabricant espanyol de rellotges despertadors, rellotges de sobretaula, rellotges de polsera, rellotges automàtics especialitzat durant molts anys, sobretot, en la producció i distribució de rellotges despertadors de petaca, figurant entre les principals empreses del sector a Espanya.

## Història
Al llarg dels anys, la companyia ha realitzat una important contribució al món de la rellotgeria, fabricant caixes d'una gran gamma de rellotges despertadors a la seva factoria espanyola, en els que muntava moviments suïssos fins a la dècada del 1970. Posteriorment, com la majoria de les marques espanyoles de l'època, va passar a muntar moviments asiàtics. En la dècada de 1990 va començar a incloure una línia de rellotges de polsera amb moviments de quars. El 2012 es va rellançar la marca, ampliant la gamma de rellotges, i actualment els moviments de quars són principalment japonesos, juntament amb alguns moviments automàtics xinesos.
Finalment fou adquirida per Comercial Ferreiro SA, amb la seva seu, un edifici típic, l'Edifici MICRO, al nº 60 de l'avinguda Trueba de Madrid, on es pot veure el logotip MICRO a la façana.